# Renny Harlin
Renny Harlin, de son vrai nom Lauri Mauritz Harjola, né le 15 mars 1959 à Riihimäki (Finlande), est un réalisateur et producteur finlando-américain.
Il est connu pour ses films d'action.

## Biographie
Renny Lauri Mauritz Harjola nait le 15 mars 1959 à Riihimäki en Finlande. Il est le fils d'une infirmière et d'un médecin.
C'est à l'École supérieure des Arts et métiers, en Finlande, que Renny Harlin fait ses études de cinéma (1979–1982) et réalise ses premiers courts métrages et documentaires. Il réalise ensuite quelques publicités ou films d'entreprises (notamment pour Shell). Il travaille ensuite pour une société de distribution de films. Conscient de ne pouvoir s'imposer sur le devant de la scène internationale par le biais de l'industrie cinématographique de son pays, l'apprenti-metteur en scène émigre aux États-Unis au milieu des années 1980. Il fait la connaissance de Markus Selin (en) en 1982. Ils deviennent amis et commencent l'écriture d'un scénario (alors intitulé Arctic Heat). Il va évoluer pour devenir le scénario du premier long métrage de Renny Harlin comme réalisateur, Frontière interdite (Jäätävä polte, également connu sous le titre Born American aux États-Unis). Le film sort en 1986 avec Mike Norris (en), le fils de Chuck Norris, en tête d'affiche. Le film est à l'époque le plus cher jamais produit en Finlande. Par ailleurs, la Valtion elokuvatarkastamo décide de l'interdire en raison de sa violence. Aux États-Unis, le film connait un bon succès. Cela lui ouvre les portes de Hollywood. Il signe alors Le Cauchemar de Freddy, quatrième volet de la terrifiante franchise Freddy, qui sort en 1988. Mais il décroche la consécration grâce à une autre saga, celle de Die Hard, en réalisant 58 minutes pour vivre (1990) avec Bruce Willis dans son rôle du flic tenace John McClane.
Considéré comme l'un des nouveaux spécialistes du film d'action, il se paye le luxe de refuser la mise en scène d'Alien 3 pour confirmer sa réputation avec Cliffhanger : Traque au sommet (Cliffhanger). Ce long-métrage permet à Sylvester Stallone de retrouver les sommets du box-office en 1993. La même année, il épouse l'actrice Geena Davis, avec qui il fonde la société de production Forge. Les collaborations sur grand écran du couple (L'Île aux pirates en 1995 et Au revoir à jamais en 1996) se solderont malheureusement par de cuisants échecs commerciaux. L'Île aux pirates bat, à l'époque, un record de pertes au box-office (environ 89 millions de dollars de pertes). Son association avec Geena Davis prend fin en 1998, après un divorce retentissant.
Et si le succès est à nouveau au rendez-vous en 1999 grâce à Peur bleue, les retrouvailles avec Sylvester Stallone pour Driven en 2001 se révèlent quant à elles décevantes. En 2003, il est appelé à la rescousse par les studios Warner Bros. pour remplacer Paul Schrader à la mise en scène de L'Exorciste : Au commencement, il décide de retourner presque entièrement le film faisant ainsi exploser le budget initial. C'est un échec public et critique. Ironiquement, la version de Paul Schrader, Dominion: Prequel to the Exorcist, sera finalement achevée et sera mieux accueillie par la presse,.
Après ces échecs répétés au box-office, Renny Harlin se consacre à la réalisation de thrillers beaucoup moins onéreux comme Profession profiler en 2004 ou Cleaner en 2007. Entre-temps, il avait légèrement renoué avec le succès avec Le Pacte du sang, sorti en 2006, qui enregistre 37 millions de dollars de recettes (pour un budget de 20 millions).
Ses autres réalisations seront des échecs cuisants : 12 Rounds (2008), et La Légende d'Hercule (2014), ponctués entre deux de deux autres films : État de guerre (2010), Dyatlov Pass Incident (2013) sortis directement en vidéo.
Il part ensuite en Asie tourner La Filature (2016) - très gros succès en Chine, Legend of the Ancient Sword (2018) et Funeral Killers (2019).
Il travaille à nouveau sur une production américaine avec le film de casse Braquage en or (The Misfits), sorti en 2021. Il y dirige notamment Pierce Brosnan et Tim Roth.

## Filmographie
Sauf indication contraire, les informations mentionnées dans cette section peuvent être confirmées par la base de données cinématographiques IMDb,  présente dans la section « Liens externes ».

### Réalisateur

#### Cinéma
- 1986 : Frontière interdite (Born American / Jäätävä polte) (également scénariste)
- 1988 : Prison (également scénariste)
- 1988 : Le Cauchemar de Freddy (A Nightmare On Elm Street 4: The Dream Master)
- 1990 : 58 minutes pour vivre (Die Hard 2)
- 1990 : Les Aventures de Ford Fairlane (The Adventures of Ford Fairlane)
- 1993 : Cliffhanger : Traque au sommet (Cliffhanger)
- 1995 : L'Île aux pirates (Cutthroat Island)
- 1996 : Au revoir à jamais (The Long Kiss Goodnight)
- 1999 : Peur Bleue (Deep Blue Sea)
- 2001 : Driven
- 2004 : Profession profiler (Mindhunters)
- 2004 : L'Exorciste : Au commencement (Exorcist: The Beginning)
- 2006 : Le Pacte du sang (The Covenant)
- 2008 : Cleaner
- 2009 : 12 Rounds
- 2011 : État de guerre (5 Days of War)
- 2013 : Dyatlov Pass Incident (The Dyatlov Pass Incident)
- 2014 : La Légende d'Hercule (The Legend of Hercules)
- 2015 : La Filature (Skiptrace)
- 2018 : Legend of the Ancient Sword (古剑奇谭之流月昭明)
- 2019 : Funeral Killers (沉默的證人)
- 2021 : Braquage en or (The Misfits)
- 2021 : Reunion 3: Singles Cruise (en) (Luokkakokous 3)
- 2024 : The Bricklayer
- 2024 : Les Intrus (The Strangers: Chapter 1)
- 2025 : Les Intrus : Chapitre 2 (The Strangers: Chapter 2)
- 2025 : Deep Water
- prochainement : The Strangers: Chapter 3
- prochainement : The Beast

#### Télévision
- 1991 : Angel City (téléfilm)
- 1993 : Gladiaattorit (série TV) - 21 épisodes
- 2000 : T.R.A.X. (téléfilm)
- 2011-2012 : Burn Notice (série TV) - 4 épisodes
- 2012 : FBI : Duo très spécial (White Collar) (série TV) - 1 épisode
- 2012 : Covert Affairs (série TV) - 1 épisode
- 2013 : Graceland (série TV) - 3 épisodes

### Producteur
- 1981 : Prinsessa joka nukkui 100 vuotta (court métrage) de Per-Olof Strandberg
- 1991 : Rambling Rose de Martha Coolidge
- 1993-1994 : Gladiaattorit (série TV)
- 1991 : Angel City (téléfilm) de lui-même
- 1993 : Cliffhanger : Traque au sommet (Cliffhanger) de lui-même
- 1994 : Chérie, vote pour moi (Speechless) de Ron Underwood
- 1995 : L'Île aux pirates (Cutthroat Island) de lui-même
- 1996 : Au revoir à jamais (The Long Kiss Goodnight) de lui-même
- 1996 : Jury en otage (Mistrial) (téléfilm) de Heywood Gould
- 1999 : Première Sortie (Blast from the Past) de Hugh Wilson
- 2001 : Driven de lui-même
- 2004 : Profession profiler (Mindhunters) de lui-même
- 2011 : La Locataire (The Resident) d'Antti Jokinen
- 2011 : État de guerre (5 Days of War) de lui-même
- 2013 : Dyatlov Pass Incident (The Dyatlov Pass Incident) de lui-même
- 2014 : La Légende d'Hercule (The Legend of Hercules) de lui-même

## Distinctions

### Récompenses
- Meilleur film, lors des Independent Spirit Awards 1992 pour Rambling Rose
- Jussi-béton pour l'œuvre d'une vie, 1991

### Nominations
- Meilleur film, lors du festival Fantasporto 1989 pour Le Cauchemar de Freddy
- Meilleur réalisateur, lors de l'Académie des films de science-fiction, fantastique et horreur 1990 pour Le Cauchemar de Freddy
- Meilleur film, lors du festival Fantasporto 1990 pour Prison
- Razzie Award du plus mauvais réalisateur pour The Adventures of Ford Fairlane (1990), L'Île aux pirates (1996), Driven (2002) et L'Exorciste : Au commencement (2005)